# Sovići (Grude, BiH)
Sovići su naseljeno mjesto u općini Grude, Federacija BiH, BiH.

## Zemljopisni položaj
Nalaze se tik uz granicu s Hrvatskom, u blizini Imotskog.

## Stanovništvo

### Katolici u Sovićima 1844.
| Katolici u Sovićima 1844.[nedostaje izvor] |           |           |         |       |                 |
| godina                                     | broj sela | broj kuća | odrasli | djeca | broj stanovnika |
| 1844.                                      | /         | 105       | /       | /     | 680             |

### Popisi 1971. – 1991.
| Sovići             |                |                |                |
| godina popisa      | 1991.          | 1981.          | 1971.          |
| Hrvati             | 2643 (99,21 %) | 3030 (99,11 %) | 3192 (99,47 %) |
| Srbi               | 1 (0,03 %)     | 7 (0,22 %)     | 2 (0,06 %)     |
| Muslimani          | 0              | 0              | 0              |
| Jugoslaveni        | 2 (0,07 %)     | 5 (0,16 %)     | 0              |
| ostali i nepoznato | 18 (0,67 %)    | 15 (0,49 %)    | 15 (0,46 %)    |
| ukupno             | 2664           | 3057           | 3209           |

### Popis 2013.
| Sovići             |                |
| godina popisa      | 2013.          |
| Hrvati             | 2764 (99,75 %) |
| Srbi               | 1 (0,04 %)     |
| Bošnjaci           | 0              |
| ostali i nepoznato | 6 (0,22 %)     |
| ukupno             | 2771           |

## Poznate osobe
- Rafael Boban, ustaški časnik, pukovnik i general Hrvatskih oružanih snaga
- Mate Boban, predsjednik HZ Herceg-Bosne
- Boro Grubišić, hrv. političar (HDSSB),[3] iz Bobanove Drage, kirurg, saborski zastupnik u 6. i 7. sazivu,[4] najaktivniji saborski zastupnik u 7. sazivu[5]
- Ivan Prlić, hrvatski politički emigrant i revolucionar
- fra Vinko Marinko Prlić, hrvatski katolički svećenik, franjevac, kulturni djelatnik, crkveni nakladnik i humanitarac, pomagao Židovima iz okruženog Sarajeva, spasio pravoslavne ikone
- Marko Grubišić, hrvatski politički zatvorenik u vrijeme Jugoslavije
- Marinko Pejić, hrvatski bh. dužnosnik u BiH, matematičar, član Hrvatskoga narodnog vijeća BiH
- Tomislav Pejić, hrvatski zagonetač i branitelj
- Antun Tucak, urolog i prvi dekan Medicinskog fakulteta Sveučilišta u Osijeku

## Šport
Održava se Malonogometni turnir mr. Mate Boban (Malonogometni turnir magistar Mate Boban).